# Irby (Washington)
Irby az Amerikai Egyesült Államok északnyugati részén, Washington állam Lincoln megyéjében elhelyezkedő önkormányzat nélküli település.
Irby postahivatala 1904 és 1962 között működött. A települést 1878-ban alapította John Irby.

## Fordítás
- Ez a szócikk részben vagy egészben  az   Irby, Washington című angol Wikipédia-szócikk ezen változatának fordításán alapul.  Az eredeti cikk szerkesztőit annak laptörténete sorolja fel. Ez a jelzés csupán a megfogalmazás eredetét és a szerzői jogokat jelzi, nem szolgál a cikkben szereplő információk forrásmegjelöléseként.